# Onitis spinicrus
Onitis spinicrus är en skalbaggsart som beskrevs av Leon Fairmaire 1893. Onitis spinicrus ingår i släktet Onitis och familjen bladhorningar. Inga underarter finns listade i Catalogue of Life.